# Јапанска керамика и порцелан
Јапанска керамика и порцелан (陶磁器 - тоџики, 焼きもの - јакимоно или 陶芸 - тогеј), сматрају се једним од најстаријих уметничких облика Јапана; пореклом још из времена неолита. Већина ових уметнина, прављена је уз помоћ пећница и то најчешће у облику земњаног посуђа, грнчарије, каменог посуђа, глазиране грнчарије и каменог посуђа, порцелана и плаво-белог посуђа.

## Увод
Током историје јапанске керамике и порцелана, истичу се имена уметника попут Хонами Коецу-а, Огата Кензан-а и Аоки Мокубеј-а; међутим, упоредо се развија и подједнако утицајна, сцена анонимних уметника. Још једна карактеристична особина јапанске керамике је то што се и након проналаска порцелана, наставила традиција производње неглазираног каменог посуђа.
Још од IV. века, на јапанску керамику и порцелан утичу културе Кине и Кореје стварајући аутентични уметнички израз. Неке од савремених јапанских индустрија порцелана чине Норитаке, Schimid Kreglinger (Kelco) и Toto Ltd..

## Историја јапанске керамике и порцелана
Током Џомон периода (неолит - око 11,000. година п. н. е.), у Јапану настају најранији облици земњаног посуђа. Тек 6,000. п. н. е., јавља се карактеристични вид грнчарије Џомон-а, украшен шарама ужета.
Током следеће развојне фазе, Јајој периода (између IV. и III. века п. н. е.), јавља се другачији вид грнчарије. Карактерише је простија израда са мање шара или чак одсуством декорације.
Џомон, Јајој и касније Хаџи керамика (током IV. века, Јамато државе), обележиће дуг период јапанске историје; да би тек током XVII. века дошло до значајнијих измена у изтади.
Током III. и IV. века н.е., унапређује се израда грнчарије појавом анагама пећи (穴窯) и грнчарског точка; пореклом из Кине а донесеним у Јапан захваљујући корејским досељеницима. У анагама пећницама се могло израђивати камено посуђе, суе посуђе (пореклом из периода Кофун-а, Наре и Хејан), печено на температурама које су достизале и 1000℃ а неки пут и случајно украшаване глазуром пепела. Модернији облици тог периода, попут Хаџи посуђа и Ханива погребних предмета и фигура, били су такође земњаног типа попут оних из Јајој периода.
Иако је техника троструког оловног бојења глазиране грнчарије била пренета у Јапан из династије Танг (Кина) током VIII. века, керамичари су углавном производили једнобојно (зелено) оловно глазирано посуђе за храмове Хејан периода (око 800. - 1200. н.е.).
Све до XVII. века, најраспрострањеније је неглазирано камено посуђе, примењивано у свакодневне употреби (погребне чиније, чиније за складиштење и посуђе за јело) већински земљорадничког друштва. Међутим, поједини грнчари унапређују технику израде грнчарије и називају се Шест старих пећница, у њих спада грнчарија Шигараки, Танба, Бизен, Токонаме, Ечизен и Сето. Једино Сето грнчарија, из провинције Овари (данашња Аичи префектура) почиње да примењује глазирање. Примењивано је више начина глазирања, при чему су најпознатији они од пепела, гвожђа (црна боја), фелдспата (бела боја) и бакра (зелена боја). Сето грнчарија је била толико распрострањена и популарна да се под изразом Сето-моно (производ Сето-а) почело односити на сву грнчарију тадашњег Јапана. Током касног XVI. века, многи Сето грнчари се премештају у Мино провинцију, бежећи од грађанског рата. Тамо ће започети производњу нове врсте грнчарије под називом Ки-Сето (Жути-Сето), Шино, Сето-Гуро (Црни-Сето) и Орибе.
Од XI. до XVI. века, Јапан ће увозити велике количине глазиране кинеске керамике Целадон (претеча порцелана), белог порцелана и плаво-белог посуђа. Јапан ће такође увозити и доста корејске, тајландске и вијетнамске керамике. Оваква керамика, сматрана је престижом високог друштва и коришћена је током чајне церемоније. У току XVI. века, мајстори чајне церемоније знатно ће умањити популарност кинеске керамике, осврћући се више на једноставније, корејске моделе. Под покровитељством велемајстора Сен но Рикју, развија се Раку-јаки (楽焼), врста ручно моделоване глазиране грнчарије (без употребе грнчарског точка), чиме се постизала уникатност предмета. Још неке од познатих грнчарских породица које су се бавиле производњом чајних посуда су Мино, Бизен, Шигараки и Ига. Једним од највећих грнчарских уметника чајног посуђа, сматра се Хонами Коецу.
Након јапанско-корејских покушаја освајања Кине, под водством Тојотоми Хидејоши-ја; у Јапан пристижу корејски грнчари, под чијим утицајем се развијају Сацума, Хаги, Карацу, Такатори, Агано и Арита типови грнчарије. Управо један од тих корејских досељеника (Ји Сам-пјеонг), у месту Арита, успева да пронађе сиров материјал од кога ће први направити порцелан.
Током краја XVIII. и почетком XIX. века, сиров материјал порцелана бива откривен и у другим деловима Јапана. Локалне вође и трговци оснивају много нових пећница (нпр. Камејама и Тобе) ради економске добити, а старе пећнице попут Сето прелазе на израду порцелана. Ове новоотворене пећнице добијају назив Нове пећнице и постају широко распрострањене у друштву, а највећу популарност добија Арита порцелан.

## Стилови јапанске керамике и порцелана
- Бизен-јаки (備前焼) - Са окинаве, грнчарија такође позната и као Инбејаки (црвено-браон боје из VI. века).
- Хаги-јаки (萩焼) - Из Јамагучи префектуре, печена је на малим температурама па је стога ломљива и брзо преноси топлоту.
- Имари-јаки (有田焼) - Из Сага префектуре, позната је још и као Аритајаки (настала под утицајем корејских грнчара из Едо периода).
- Карацу-јаки (唐津焼) - Из Сага префектуре, представља најпопуларнију керамику западног Јапана (XVI. век).
- Којшивара-јаки - Из Фукуока префектуре, већином посуђе коришћено током чајне церемоније, вазе и посуђе за служење Сакеа (XVI. век).
- Кутани-јаки (九谷焼) - Из Ишикава префектуре.
- Мино-јаки - Из Гифу префектуре, у који још спадају Шино-јаки, Орибе-јаки, Сетогуро и Ки-сето.
- Онда-јаки - Са Кјушу-а.
- Отани-јаки (大谷焼) - Из Токушима префектуре.
- Раку-јаки (楽焼) - Из Кјото префектуре, подпада у најбољу класу керамике коришћене у сврху чајне церемоније. (Први ранг - Раку-јаки, Други ранг - Хаги и трећи ранг - Карацу).
- Рјумонџи-јаки - Из Кагошима префектуре.
- Сацума-јаки (薩摩焼) - Са Кјушу-а и других места.
- Сето-јаки - Из Аичи префектуре, најпопуларнија керамика у Јапану.
- Шигараки-јаки (信楽焼) - Из Шига префектуре, позната по тануки керамици.
- Сома-јаки (相馬焼) - Из Фукушима префектуре, још позната и као Сомакома-јаки.
- Танба-јаки - Из Хјого префектуре, још позната и као Татекуј-јаки, спада у Шест старих пећница.
- Тобе-јаки - Из Ехиме префектуре, чини дебло порцеланско посуђе са илустрација од плавог кобалта.
- Токонаме-јаки - Из Аичи префектуре.
- Јокајчи-Банко-јаки - Из Мије префектуре, XIX. век.